# بیکیره دمپردا
بیکیره دمپردا (به اسپانیایی: Bellcaire) یک منطقهٔ مسکونی در اسپانیا است که در Baix Empordà واقع شده‌است. بیکیره دمپردا ۱۲٫۶ کیلومتر مربع مساحت و ۶۵۰ نفر جمعیت دارد.